# Hugo II de Ampurias
Hugo II de Ampurias (v 1035 – 1116), conde de Ampurias (1078 – 1116).
Primer hijo de Ponce I de Ampurias y de Adelaida de Besalú, sucedió a su padre en el condado de Ampurias mientras que su hermano Berenguer le sucedería en el vizcondado de Peralada.
Acordó con Guislaberto II de Rosellón un convenio de colaboración mutua contra los enemigos comunes, así como de gobierno interior.
Tuvo arduas disputas con la iglesia. Pese a sus donaciones al Monasterio de San Pedro de Roda, disputó con los canónigos de Gerona y con el obispo Berenguer Guifré por los diezmos de la parroquia de Santa María de Castellón.
Viajó hasta Santiago de Compostela y Jerusalén. Fue uno de los consejeros del conde de Barcelona Ramón Berenguer III, en su expedición a Mallorca en 1114.
Se casó con Sancha de Urgel, hija de Ermengol IV de Urgel y tuvieron un hijo, el heredero Ponce II de Ampurias.
| Predecesor: Ponce I | Conde de Ampurias 1078 - 1116 | Sucesor: Ponce II |

- Datos: Q4894977